# 岡村俊民
岡村俊民（おかむら としたみ、1916年（大正5年）11月15日 - ）は、日本の農学者。学位は、農学博士（北海道大学・論文博士・1960年）。北海道大学名誉教授。元北海道拓殖短期大学学長。広島県出身。

## 来歴
1934年（昭和9年）広島県立広島第一中学校卒業。1941年（昭和16年）北海道帝国大学農学部農学科卒業。
間もなく兵役のため入隊。1946年（昭和21年）復員。
1947年（昭和22年）北海道帝国大学農学部助手。1949年北海道大学農学部付属農林専門部教授。酪農学園短期大学酪農科助教授を経て、1963年（昭和38年）帯広畜産大学畜産学部教授。1965年（昭和40年）北海道大学農学部教授。1973年（昭和48年）同附属農場長。1980年（昭和55年）北海道大学停年退官。同名誉教授。
北海道拓殖短期大学農業経済科教授・就職部長。1985年（昭和60年）北海道拓殖短期大学学長に就任。1989年（平成元年）北海道拓殖短期大学定年退職。
1990年専修大学北海道短期大学農業機械科客員教授。1994年専修大学北海道短期大学退職。
1960年、北海道大学より農学博士の学位を取得。学位論文の題は「フライホイール型飼料截断機の刄型に関する実験的研究」。

## 研究
農業機械施設学。農業機械の研究における第一人者。

## 受賞歴
- 農業機械学会学術賞（1966年）
- 農業機械学会功労賞（1986年）
- 勲三等旭日中綬章（1990年）

## 主著
- 『農業機械ハンドブック』（共著、コロナ社、1957年初版・1984年新版）
- 『草地学概論』（共著、明文堂、1965年）
- 『農作業機械学』（共著、文永堂、1980年）
- 『農業機械化の基礎』（北海道大学図書刊行会、1991年）